# Мухаммад Юсуп-ходжа
Мухаммад Юсуп ходжа (1780—1836) — один из предводителей национально-освободительного восстания уйгуров в Синьзцзяне против империи Цин 1830 года. Сын Самсак-ходжи и брат Джангир ходжы. 

## Биография
Родился в семье Самсак-ходжи, потомок Аппак-ходжи из рода белогорских уйгуров. Его род происходил от потомков пророка Мухаммеда. Родился и жил в Коканде. Вместе с братьями Джахангиром и Баха уд-Дин. Получили образование в Коканде и Бухаре. Поддержал Джахангира по освобождению Восточный Туркестан от империи Цин. После поражения и казни Джахангира, продолжил восстание своего отца и брата. Вторгся в Восточный Туркестан. Его поддержал кокандский хан Мадали хан. Отправил войска во главе кокандских военачальников Лашкар-кушбеги, Хаккул-мингбаши. После захвата Кашгара Юсуп-ходжой, Лашкар-кушбеги захватил города как Янгигисар, Яркенд, Хотан, Аксу. Юсуп-ходжа сел на трон предков в Кашгаре. В то время отношение между Кокандом и Бухаре испортились. Кокандские военачальники отозваны назад. Юсуп ходжа потеряв большое число войска удержался три месяца на троне. После поражение вернулся обратно в Коканд, потом в Бухару. Наместник Или Юйлин изгнал из Кашгарии кокандских купцов и обещал идти войной в Коканд. Но это предложение был отклонен самим императором Даогуаном. 1832 году был заключен мирный договор меж двумя странами.